# Mastododera monticola
Mastododera monticola là một loài bọ cánh cứng trong họ Cerambycidae.